# Atractus manizalesensis
Atractus manizalesensis är en ormart som beskrevs av Prado 1940. Atractus manizalesensis ingår i släktet Atractus och familjen snokar. Inga underarter finns listade.
Arten förekommer i centrala Colombia i departementet Caldas. Honor lägger ägg.